# Somlóvásárhely
Somlóvàsárhely – miejscowość na Węgrzech.
W średniowieczu istniało tam opactwo św. Lamberta, którego przełożoną była m.in. Scholastyka.